# Kerry Saxby-Junna
Pour les articles homonymes, voir Saxby.
Kerry-Anne Saxby-Junna (née le 2 juin 1961 à Ballina) est une athlète australienne spécialiste de la marche athlétique. 
Vainqueur du 3 000 m marche lors des Championnats du monde en salle 1989, elle remporte à deux reprises les Jeux du Commonwealth, en 1990 et 1994. Elle obtient par ailleurs la médaille d'argent du 10 km lors des Championnats du monde 1987 et la médaille de bronze du 20 km lors des Championnats du monde 1999.
Elle détient le record du monde du 5 000 mètres marche (20 min 03 s, 1996) ainsi que le record d'Océanie du 10 000 m marche (41 min 57 s 22, 1990).